# Charisma (karakter)
Charisma is een sterke persoonlijke aantrekkingskracht die iemand uitoefent op andere mensen, die wordt ervaren als een bepaalde uitstraling.
Charismatische persoonlijkheden kunnen volksmassa's in beweging brengen, ten goede of ten kwade. Men spreekt dan van charismatisch gezag, dat volgens de socioloog Max Weber een van de drie vormen van gezag is. 